# Hugo Kreisler

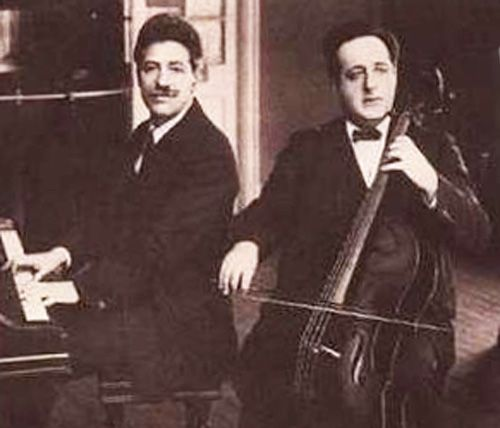
Hugo Kreisler (rechts) mit seinem Bruder Fritz (um 1920)

Hugo Kreisler (* 1. Jänner 1884 in Wien; † 10. September 1929 in Baden bei Wien) war ein österreichischer Cellist. Er war der Bruder des Violinisten und Komponisten Fritz Kreisler (1875–1962).

## Leben
Hugo Kreisler war der Sohn des jüdischen Arztes Samuel Kreisler (1845–1921) und seiner Ehefrau Anna Reches (1852–1909). Nach privatem Cellounterricht bei Salomon Auber (1863–1934) studierte er von 1899 bis 1902 am Königlichen Konservatorium der Musik in Leipzig. Dort wurde er u. a. von Hans Sitt, Johannes Gottfried Merkel und Alois Reckendorf unterrichtet. Von Julius Klengel erhielt er Cellostunden.
Obwohl er zunächst Konzertreisen unternahm, die ihn unter anderem in die USA, nach London und Berlin führten, strebte er letztlich im Gegensatz zu seinem Bruder Fritz keine Solokarriere an. 1907 gründete Oskar Nedbal (1874–1930) das Wiener Tonkünstler-Orchester, Vorläufer der Wiener Sinfoniker. Hier war Kreisler ab der Gründung Solocellist. Vor dem Ersten Weltkrieg konzertierte das Orchester einige Sommer im Kurpark von Baden bei Wien und ab 1917 in jenem von Franzensbad.
Kreisler musizierte auch in einigen Kammermusikvereinigungen, so 1909/10 im Wiener klassischen Trio mit Oskar Dachs (Klavier) und Rudolf Malcher (Violine), 1913/14 im Wiener Tonkünstlerquartett (Rudof Malcher [1. Violine], Francis Aranyi [2. Violine] und Leo Siegele [Viola]), 1917/18 mit Margarete Löwit und Georg Steiner als Wiener Triovereinigung und 1921–1926 im Fitzner-Quartett Hugo Kreisler musizierte auch mit seinem Bruder Fritz, mit Letzterem am Klavier, wobei unter anderem dessen Kompositionen für Cello bearbeitet zur Aufführung kamen.
1905 hatte Hugo Kreisler seine Ehefrau Helene, geborene Heber, geheiratet. 1908 wurde ihr Sohn Kurt geboren. Auf Betreiben seiner Schwägerin Harriet Kreisler, der Ehefrau von Fritz, leitete das Ehepaar ein Kinderheim in Wien-Grinzing. 1929 zog die Familie nach Baden bei Wien, wo Hugo Kreisler noch im gleichen Jahr starb. Seine Frau und sein Sohn flohen 1938 aus Europa in die USA.